# 納森吃熱狗大賽
納森吃熱狗大賽（英語：Nathan's Hot Dog Eating Contest）是美國的年度熱狗大胃王競賽，每年的美國獨立日於紐約市布魯克林區康尼島舉行，主辦者為當地著名餐廳納森名人。
目前該競賽的男子记录是喬伊·切斯納特（Joey Chestnut）于2021年创造的76个热狗；女子记录則是須藤美貴（Miki Sudo）于2020年创造的48.5个热狗。

## 規則
自大胃王大聯盟（MLE）於1997年認可該活動後，凡出賽者都必須是MLE成員，並符合以下條件：
- 衛冕冠軍
- 該賽季區域資格賽的獲勝者
- 在沒有贏得單個預選賽情況下，獲得兩個最高平均預選賽得分者
- MLE特邀選手

選手站在長桌後面的高架平台上，桌上擺放飲料和納森名人熱狗堡。選手允許喝水或其他飲品。可搭配調味料，但通常不使用。燒烤過的熱狗允許略微冷卻以防止灼傷口腔。在十分鐘內吃下最多熱狗麵包（HDB）者為贏家。比賽時間在過去幾年有所變化，最早是12分鐘，但某些年只有3分半鐘。自2008年以來，一律為10分鐘。
觀眾可近距離觀賽並為選手加油打氣。每位選手搭配一位計時人員翻轉數字板（自2020年起使用電子計數板），計算吃下的熱狗數量。熱狗計數的最小單位為八分之一條，且必須進入嘴裡才算數。吃相難看或弄亂食物會被發黃牌，嘔吐則直接紅牌退場。平局者會以5條熱狗進行殊死戰，速度最快或吃最多者為勝。若再平局，則以一條熱狗進行驟死戰，速度最快者為勝。
宣布冠軍後，主辦方會擺出一盤裝有與冠軍吃下熱狗堡數量一樣多的熱狗堡盤，提供觀眾合照。
除現金外，男子冠軍可獲頒一條鑲鑽黃芥末色腰帶，女子冠軍則是鑲鑽粉色腰帶。

## 歷史
納森吃熱狗大賽的第一場賽事年份已不可考，但通常認為是自1972年美國獨立日開始，隨後每年都在康尼島原地舉辦。納森名人創始人莫蒂默·馬茨（Mortimer Matz）聲稱該競賽可追溯至1916年美國獨立日，最早是由四名移民為證明「誰最愛國」而發起的比賽，由吉姆·穆倫（Jim Mullen）拿下首屆比賽冠軍。此外他還指出數位牽扯該賽事的名人，如埃迪·康托爾、梅·蕙絲等等。
2010年，納森名人繼承者莫提馬·馬茨（Mortimer "Morty" Matz）坦承1916年創賽的傳說，是他在1970年代初散播以作為宣傳噱頭，沒想到雪球越滾越大，以至於包含《紐約時報》在內的數家出版商都信以為真。康尼島經濟相當依賴夏季娛樂活動的觀光財，因此除獨立日外，早期也曾於其他夏季節日舉辦過，如1972、1975、1978年的比賽於陣亡將士紀念日舉行；1972年的複賽是在勞動節舉行。
在1990年代末和2000年代初，比賽一度由日本選手主導，如在2001年至2006年期間連續六次贏得比賽的小林尊。2001年，小林以50MDB成績打破過去25.5的紀錄。日本大胃王引入先進的飲食和訓練技術，打破過去的大胃王世界紀錄，使該賽事的知名度與熱門度大大提升。
2011年7月4日，在10分鐘內吃下40條熱狗的宋雅·托馬斯（Sonya Thomas）成為首屆納森吃熱狗大賽女性冠軍，並獲頒由胃藥公司Pepto-Bismol贊助的首條粉紅腰帶與10,000美元。在此之前，男女共同競爭，冠軍也都是男性，除1975年陣亡將士紀念日的全女性選手競賽之外。
近年來賽事越發盛大，已成為康尼島的年度盛會，吸引政治候選人與來自世界各地的觀眾、選手與新聞媒體齊聚一堂。2007年，觀眾人數估計有50,000人。2004年，競賽現場豎起三層高的「吃熱狗大賽名人堂之牆」，牆上列出歷代冠軍，並設有一個計時器倒數下一場比賽的時間。
2020年，受嚴重特殊傳染性肺炎疫情影響，比賽在布魯克林威廉斯堡的室內地點舉行，不開放觀賽，且每場賽事只有5名選手參賽。

## 歷屆冠軍
| 年   | 冠軍                                                                           | 吃掉的熱狗麵包數 （HDB） | 賽時                       | 附註 |
| ---- | ------------------------------------------------------------------------------ | ------------------------ | -------------------------- | --- |
| 2023 | 男子冠軍 喬伊·切斯納特（Joey Chestnut）                                        | 62                       | 10分鐘                     | |
| 2023 | 女子冠軍 須藤美貴（Miki Sudo）                                                 | 39.5                     | 10分鐘                     | |
| 2022 | 男子冠軍 喬伊·切斯納特（Joey Chestnut）                                        | 63                       | 10分鐘                     | |
| 2022 | 女子冠軍 須藤美貴（Miki Sudo）                                                 | 40                       | 10分鐘                     | |
| 2021 | 男子冠軍 喬伊·切斯納特（Joey Chestnut）                                        | 76                       | 10分鐘                     | |
| 2021 | 女子冠軍 米歇尔·莱斯科（Michelle Lesco）                                       | 30.75                    | 10分鐘                     | |
| 2020 | 男子冠軍 喬伊·切斯納特（Joey Chestnut）                                        | 75                       | 10分鐘                     | 大賽有史以來第一次於室內舉辦。 喬伊·切斯納特締造75 HDB的新紀錄。 須藤美貴締造48.5 HDB的新紀錄。 |
| 2020 | 女子冠軍 須藤美貴（Miki Sudo）                                                 | 48.5                     | 10分鐘                     | 大賽有史以來第一次於室內舉辦。 喬伊·切斯納特締造75 HDB的新紀錄。 須藤美貴締造48.5 HDB的新紀錄。 |
| 2019 | 男子冠軍 喬伊·切斯納特                                                         | 71                       | 10分鐘                     | |
| 2019 | 女子冠軍 須藤美貴                                                              | 31                       | 10分鐘                     | |
| 2018 | 男子冠軍 喬伊·切斯納特                                                         | 74                       | 10分鐘                     | 喬伊·切斯納特締造74 HDB的新紀錄。 |
| 2018 | 女子冠軍 須藤美樹                                                              | 37                       | 10分鐘                     | 喬伊·切斯納特締造74 HDB的新紀錄。 |
| 2017 | 男子冠軍 喬伊·切斯納特                                                         | 72                       | 10分鐘                     | 喬伊·切斯納特締造72 HDB的新紀錄。 |
| 2017 | 女子冠軍 須藤美貴                                                              | 41                       | 10分鐘                     | 喬伊·切斯納特締造72 HDB的新紀錄。 |
| 2016 | 男子冠軍 喬伊·切斯納特                                                         | 70                       | 10分鐘                     | 喬伊·切斯納特以70 HDB的成績九度拿下冠軍，衛冕者馬特·史托尼（Matt Stonie）以53 HDB的成績敗北。須藤美貴三度奪得女子冠軍。 |
| 2016 | 女子冠軍 須藤美貴                                                              | 38.5                     | 10分鐘                     | 喬伊·切斯納特以70 HDB的成績九度拿下冠軍，衛冕者馬特·史托尼（Matt Stonie）以53 HDB的成績敗北。須藤美貴三度奪得女子冠軍。 |
| 2015 | 男子冠軍 馬特·史托尼（Matt Stonie）                                            | 62                       | 10分鐘                     | 馬特·史托尼結束喬伊·切斯納特的8年衛冕生涯，以62比60 HDB奪冠。 |
| 2015 | 女子冠軍 須藤美貴                                                              | 38                       | 10分鐘                     | 馬特·史托尼結束喬伊·切斯納特的8年衛冕生涯，以62比60 HDB奪冠。 |
| 2014 | '男子冠軍 喬伊·切斯納特                                                        | 61                       | 10分鐘                     | 馬特·史托尼激戰喬伊·切斯納特，以6 HDB之差列居第二，提姆·傑努（Tim Janus）以44 HDB的成績列居第三。喬伊拿下第8年連勝。美貴擊倒索宋雅·托馬斯（Sonya Thomas）成為新任女子組衛冕王。這是托馬斯自女子分組以來第一次敗北。美貴成為近25年來第一位不使用暱名的選手。 |
| 2014 | 女子冠軍 須藤美貴                                                              | 34                       | 10分鐘                     | 馬特·史托尼激戰喬伊·切斯納特，以6 HDB之差列居第二，提姆·傑努（Tim Janus）以44 HDB的成績列居第三。喬伊拿下第8年連勝。美貴擊倒索宋雅·托馬斯（Sonya Thomas）成為新任女子組衛冕王。這是托馬斯自女子分組以來第一次敗北。美貴成為近25年來第一位不使用暱名的選手。 |
| 2013 | 男子冠軍 喬伊·切斯納特                                                         | 69                       | 10分鐘                     | 喬伊·切斯納特締造69 HDB的新紀錄。馬特·史托尼以51 HDB的成績列居第二，提姆·傑努以50 HDB的成績列居第三。 |
| 2013 | 女子冠軍 宋雅·托馬斯（Sonya Thomas）                                           | 36.75                    | 10分鐘                     | 喬伊·切斯納特締造69 HDB的新紀錄。馬特·史托尼以51 HDB的成績列居第二，提姆·傑努以50 HDB的成績列居第三。 |
| 2012 | 男子冠軍 喬伊·切斯納特                                                         | 68                       | 10分鐘                     | 喬伊·切斯納特追平他於2009年創下的紀錄，成為第二個連勝6年的衛冕王。托馬斯締造女子組新紀錄。提姆·傑努以52.25 HDB成績列居第二，派翠克·貝托拉迪（Patrick Bertoletti）以51 HDB成績列居第三。馬特·史托尼以46 HDB成績列居第四。 |
| 2012 | 女子冠軍 宋雅·托馬斯                                                           | 45                       | 10分鐘                     | 喬伊·切斯納特追平他於2009年創下的紀錄，成為第二個連勝6年的衛冕王。托馬斯締造女子組新紀錄。提姆·傑努以52.25 HDB成績列居第二，派翠克·貝托拉迪（Patrick Bertoletti）以51 HDB成績列居第三。馬特·史托尼以46 HDB成績列居第四。 |
| 2011 | 男子冠軍 喬伊·切斯納特                                                         | 62                       | 10分鐘                     | 首次進行男女分組競賽。喬伊·切斯納特第五年連任衛冕，宋雅·托馬斯奪得首屆女子組冠軍。派翠克·貝托拉迪以53 HDB成績列居第二，提姆·傑努以45 HDB成績列居第三。 |
| 2011 | 女子冠軍 宋雅·托馬斯                                                           | 40                       | 10分鐘                     | 首次進行男女分組競賽。喬伊·切斯納特第五年連任衛冕，宋雅·托馬斯奪得首屆女子組冠軍。派翠克·貝托拉迪以53 HDB成績列居第二，提姆·傑努以45 HDB成績列居第三。 |
| 2010 | 喬伊·切斯納特                                                                  | 54                       | 10分鐘                     | 喬伊·切斯納特（54 HDB），提姆·傑努（45 HDB）與派翠克·貝托拉迪（37 HDB）成為大賽三巨頭。 |
| 2009 | 喬伊·切斯納特                                                                  | 68                       | 10分鐘                     | 喬伊·切斯納特締造10分鐘內68 HDB的新紀錄，打破美國與世界記錄，小林尊以64½ HDB的成績打破日本紀錄，派翠克·貝托拉迪（55 HDB）為居第三。 宋雅·托馬斯以41 HDB成績打破女子紀錄。 |
| 2008 | 喬伊·切斯納特                                                                  | 59 （殊死戰：5）         | 10分鐘 （殊死戰：50秒）    | 首次改採10分鐘賽程，並自1980年後首次出現平局殊死戰。喬伊·切斯納特與小林尊以59 HDB成績締造美國、日本與世界新紀錄。在殊死戰中，切斯納特用50秒時間吞下5根熱狗，成為史上第一人；小林尊以7秒之差飲恨。提姆·傑努以42 HDB成績位居第三。 |
| 2007 | 喬伊·切斯納特                                                                  | 66                       | 12分鐘                     | 喬伊·切斯納特以66 HDB的成績打破美國與世界記錄，擊敗小林尊（63 HDB）成為衛冕王。第五名的宋雅·托馬斯打破女子紀錄。 |
| 2006 | 小林尊（Takeru Kobayashi）                                                     | 53.75                    | 12分鐘                     | 衛冕王小林尊（53.75 HDB）打破日本與世界紀錄；喬伊·切斯納特（52 HDB）打破美國紀錄，位居第二，宋雅·托馬斯（37 HDB）位居第三。 |
| 2005 | 小林尊                                                                         | 49                       | 12分鐘                     | 宋雅·托馬斯（37 HDB）締造美國和女子新紀錄。喬伊·切斯納特（32 HDB）為居第三。 |
| 2004 | 小林尊                                                                         | 53.5                     | 12分鐘                     | 小林尊（53.5 HDB）打破日本與世界紀錄。城田信之（38 HDB）位居第二，宋雅·托馬斯（32 HDB）打破美國和女子紀錄。 |
| 2003 | 小林尊                                                                         | 44.5                     | 12分鐘                     | 宋雅·托馬斯（25 HDB）打破女子紀錄，位居第二。艾德·賈維斯（Ed Jarvis）以30½ HDB打破美國紀錄，位居第三。威廉·培里（William Perry）只吃下4根熱狗並在之後5分鐘掉隊。 |
| 2002 | 小林尊                                                                         | 50.5                     | 12分鐘                     | 小林尊（50.5 HDB）打破日本與世界紀錄。 |
| 2001 | 小林尊                                                                         | 50                       | 12分鐘                     | 共有20名選手參賽，打破世界紀錄。新井和響以31 HDB的成績位居第二，艾瑞克布克（Eric Booker）以22 HDB的成績位居第三。 |
| 2000 | 新井和響（Kazutoyo Arai）                                                      | 25+                      | 12分鐘                     | 由來自日本琦玉縣，體重100磅、年齡32歲的床墊銷售員新井和響贏得冠軍，獎品是「令人垂涎」的芥末黃色腰帶、巨大的紅色獎杯和20磅的納森熱狗。來自日本的藤田美騷 獲得亞軍，吃掉24條熱狗。同樣來自日本的赤坂貴子（Takako Akasaka）為居第三，吃掉22條熱狗。來自馬里蘭州芬克斯堡的41歲機車機械師史蒂夫·阿迪克斯（Steve Addicks）位列第四，吃了21條熱狗。391磅，35歲，來自紐澤西州大西洋城的前冠軍史蒂夫·凱納爾（Steve Keiner）則吃掉15條熱狗。當時媒體報導稱這是自1916年以來定期舉行的年度競賽。 |
| 1999 | 史提夫·肯納（Steve Keiner）                                                    | 21.5                     | 12分鐘                     | 由來自紐澤西州，體重317磅，年齡50歲的史提夫·肯納贏得冠軍。但錄像顯示他疑似在開槍前便吞下半條熱狗，理應取消資格。來自布魯克林的查爾斯·哈迪（Charles Hardy）和巴托什克·塔德烏斯（Bartoszek Tadeusz）同為亞軍，兩人都吃掉20條熱狗。哈迪申訴，如果工作人員能在鈴響前再給他一盤熱狗，他的成績可以更高。前冠軍中島広文（Hirofumi Nakajima）吃掉19條熱狗。 |
| 1998 | 中島広文（Hirofumi Nakajima）                                                  | 19                       | 12分鐘                     | 由來自日本甲府市，體重135磅，年齡23歲的家具運送工人中島広文衛冕冠軍。本次比賽有16名選手參加。 |
| 1997 | 中島広文                                                                       | 24.5                     | 12分鐘                     | 儘管主辦方試圖透過巡迴預賽的方式增加美國選手人數，但本次比賽依然由日本選手主導。由衛冕者中島広文贏得冠軍，第二名是體重100磅，年齡30歲，吃掉24根熱狗的新井和響。體重330磅重，年齡34歲的前冠軍艾德·克拉奇（Ed Krachie）位居第三，共吃掉20條熱狗。 |
| 1996 | ONE-ON-ONE CHALLENGE WITH JAPAN 中島広文 12月4日                               | 23.25                    | 12分鐘                     | |
| 1996 | 艾德·克拉奇（Ed Krachie） 獨立日                                               | 22                       | 12分鐘                     | |
| 1995 | 艾德·克拉奇 獨立日                                                             | 19.5                     | 12分鐘                     | |
| 1994 | 麥克·迪維多（Mike DeVito） 獨立日                                              | 20                       | 不明                       | |
| 1993 | ONE-ON-ONE CHALLENGE WITH JAPAN 麥克·迪維多 日期不明                           | 18                       | 30分鐘                     | |
| 1993 | 麥克·迪維多 獨立日                                                             | 17                       | 12分鐘                     | |
| 1992 | 佛朗基·迪拉羅莎（Frankie Dellarosa） 獨立日                                    | 19                       | 不明                       | |
| 1991 | 佛朗基·迪拉羅莎 獨立日                                                         | 21                       | 12分鐘                     | |
| 1990 | 麥克·迪維多 傑伊·葛林（Jay Green） 獨立日                                      | 15                       | 12分鐘                     | |
| 1989 | 傑伊·葛林 獨立日                                                               | 15.5                     | 12分鐘                     | |
| 1988 | 傑伊·葛林 獨立日                                                               | 10                       | 12分鐘                     | |
| 1987 | 唐·沃夫曼（Don Wolfman） 獨立日                                                | 13.5                     | 10分鐘                     | |
| 1986 | 馬克·海勒（Mark Heller） 獨立日                                                | 15.5                     | 10分鐘                     | |
| 1986 | ONE-ON-ONE CHALLENGE WITH JAPAN 富永廣明（Hiroaki Tominaga） 2月11日           | 10.5                     | 10分鐘                     | |
| 1985 | 奧斯卡·羅德里格（Oscar Rodriguez） 獨立日                                      | 11.75                    | 12分鐘                     | |
| 1984 | 皮爾傑·費登（Birgit Felden） 獨立日                                            | 9.5                      | 10分鐘                     | |
| 1983 | 艾米·哥梅茲（Emil Gomez） 獨立日                                               | 10.5                     | 10分鐘                     | |
| 1982 | 史蒂文·澳布朗（Steven Abrams） 獨立日                                          | 11+                      | 不明                       | |
| 1981 | 湯瑪斯·迪貝里（Thomas DeBerry） 獨立日                                         | 11                       | 不明                       | |
| 1980 | 喬·波狄尼（Joe Baldini） 保羅·錫德曼（Paul Siederman） 獨立日                  | 9.75+ （Eat-off: 3.5）   | 10分鐘 （Eat-off: 3 min.） | |
| 1979 | 金·麥特納（Jim Mattner） 獨立日                                                | 14                       | 不明                       | |
| 1978 | 馬內·荷蘭貝克（Manel Hollenback） 凱文·辛克萊（Kevin Sinclair） 陣亡將士紀念日 | 10                       | 6½分鐘                     | |
| 1975 | 女子冠軍 馬沙·羅森布隆（Martha Rosenbloom） 陣亡將士紀念日                     | 不明                     | 不明                       | 本屆比賽選手全數為女性，冠軍可獲得「康尼島小姐」頭銜。冠軍馬沙·羅森布隆是一位19歲的布魯克林學院學生。 |
| 1974 | 羅伯特·穆里歐（Roberto Muriel） 獨立日                                         | 10                       | 3.5分鐘                    | |
| 1974 | 約翰·可諾利（John Connolly） 4月7日                                            | 9                        | 2.5分鐘                    | |
| 1973 | 不明 獨立日                                                                    | 不明                     | 不明                       | |
| 1972 | 梅洛迪·安德法（Melody Andorfer） 勞動節                                        | 12                       | 5分鐘                      | |
| 1972 | 強森·斯切特（Jason Schechter） 陣亡將士紀念日                                  | 14                       | 3.5分鐘                    | |
| 1967 | 華特·保羅（Walter Paul） 6月30日                                               | 127*                     | 不明                       | 比賽於6月30日舉行（熱狗發明100週年），冠軍華特·保羅是一位體重400磅，32歲的卡車司機。他贏得一個獎杯，並獲得「吃熱狗世界冠軍」的稱號。據說他吃了一小時的熱狗，但不確定是比賽時長一小時，還是他在連續吃了一小時後自行停止；也不知道他吃的是熱狗堡還是單純的熱狗。 |